# Hans Marchwitza
Hans Marchwitza (ur. 25 czerwca 1890 w Szarleju, zm. 17 stycznia 1965 w Poczdamie)  – niemiecki pisarz polskiego pochodzenia, w swoich powieściach zajmował się tematyką robotniczą.

## Życiorys
Urodził się 25 czerwca 1890 roku w Szarleju w polskiej rodzinie górniczej. Ojciec Thomas pochodził chłopskiej rodziny z Żyglina, był górnikiem – wybrał pracę w kopalni ze względów ekonomicznych, zmarł w 1910 roku. Matka Thekla Maxisch pochodziła z rodziny z tradycjami górniczymi, sama również była robotnicą górniczą, zmarła w 1902 roku. Rodzice chodzili do polskiej szkoły, a w domu mówiono po śląsku, a sam Hans język niemiecki poznał dopiero w szkole. Od 14 roku życia pracował w swoich rodzinnych stronach w kopalni pod ziemią jako ładowacz oraz był zatrudniony na płuczce kopalni Nowa Helena (zob. Zakłady Górniczo-Hutnicze im. Ludwika Waryńskiego) w Szarleju, w 1910 roku wyjechał w poszukiwaniu lepszej pracy do Niemiec, gdzie również pracował jako górnik w Zagłębiu Ruhry. Za udział w strajku został zwolniony z pracy. W 1915 roku poślubił Bertę Ditschkowsky (ur. 1875), z którą miał córkę; w latach 1915–1918 brał udział w I wojnie światowej jako ochotnik, służył na froncie zachodnim. Po wojnie został członkiem rady żołnierskiej. W 1920 roku walczył w Armii Czerwonej Zagłębia Ruhry przeciwko puczystom Kappa-Lüttwitza.
Ze względów politycznych, po dojściu nazistów do władzy (hitlerowski antykomunizm) emigrował do Szwajcarii w 1933 roku, skąd został wydalony w 1934 roku po publikacji powieści Kumiacy. Następnie udał się do Francji, stamtąd do Hiszpanii, gdzie jako oficer Brygady Międzynarodowej wziął udział w wojnie domowej w XIII Brygadzie im. Jarosława Dąbrowskiego, w 9. batalionie Czapajewa. Po odniesionej przegranej powrócił do Francji, gdzie został aresztowany jako niemiecki uchodźca polityczny i skierowano go do obozu dla internowanych; w 1941 roku uciekł z obozu w Pirenejach we Francji do USA, gdzie m.in. pracował fizycznie jako robotnik drogowy i budowlany. W Nowym Jorku również został internowany. W 1945 roku poślubił Hildę Schottlaender (1900–1961), córkę psychologa Williama Sterna.

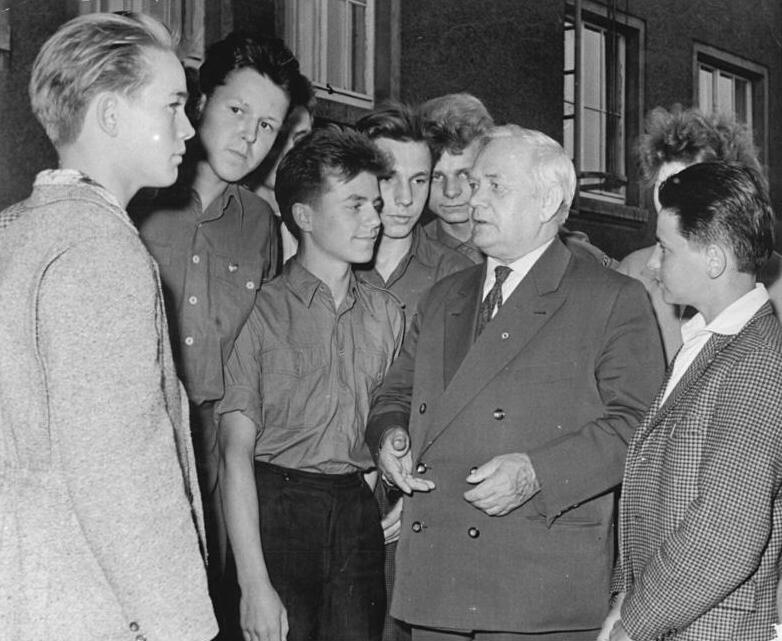
Hans Marchwitza podczas spotkania z młodzieżą (1959)

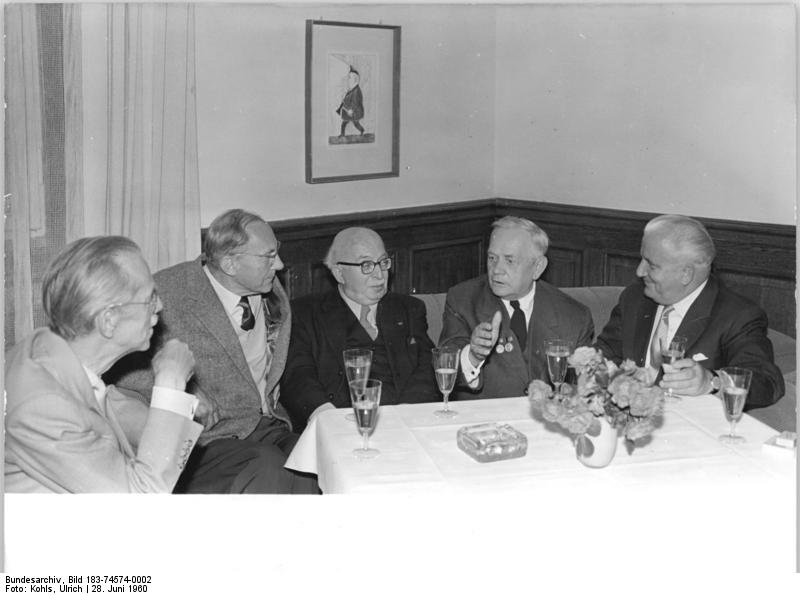
Otto Nagel, Ludwig Renn, Arnold Zweig, Hans Marchwitza i Willi Bredel w Berlinie (1960)

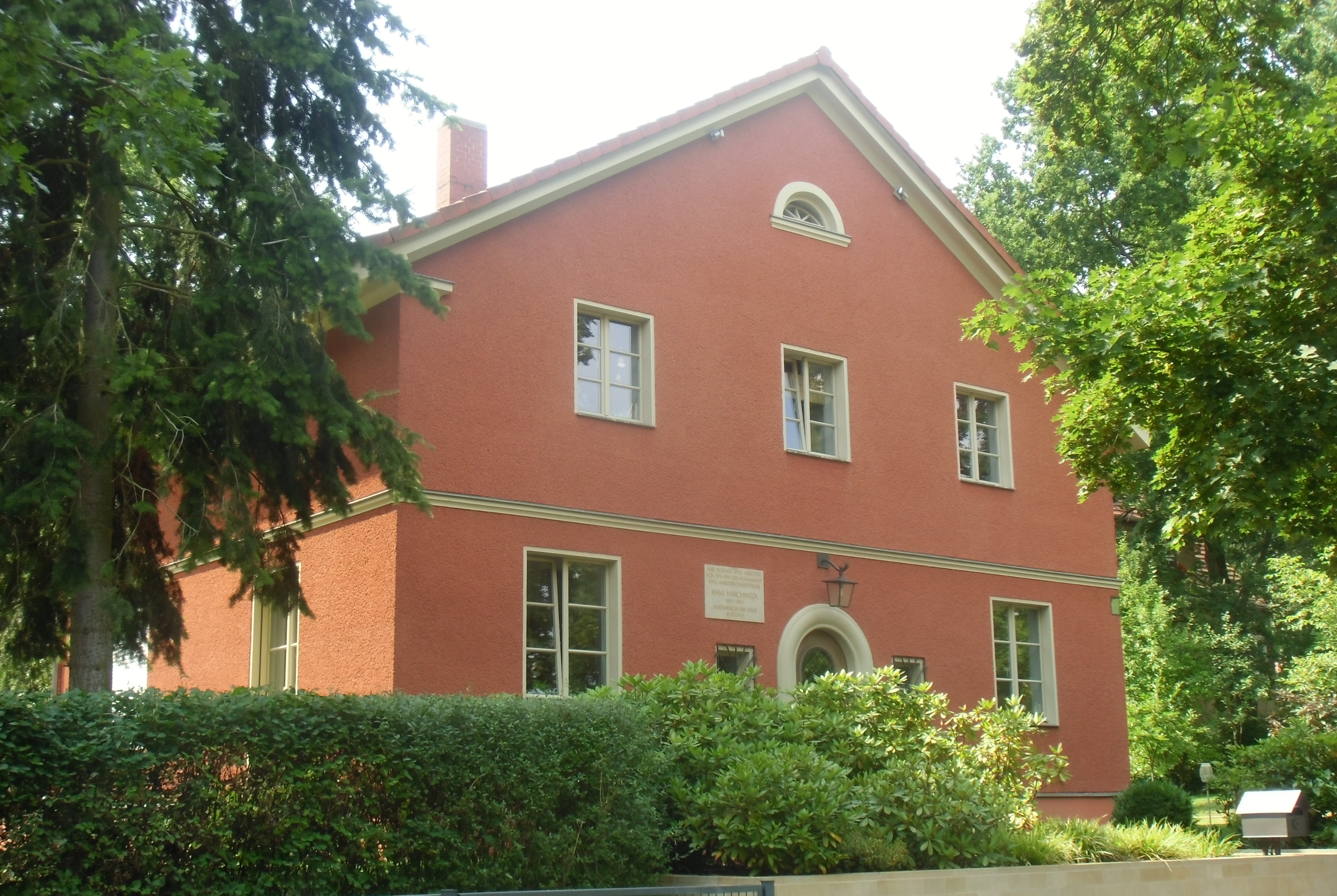
Dom w Poczdamie, w którym mieszkał Hans Marchwitza (2013)

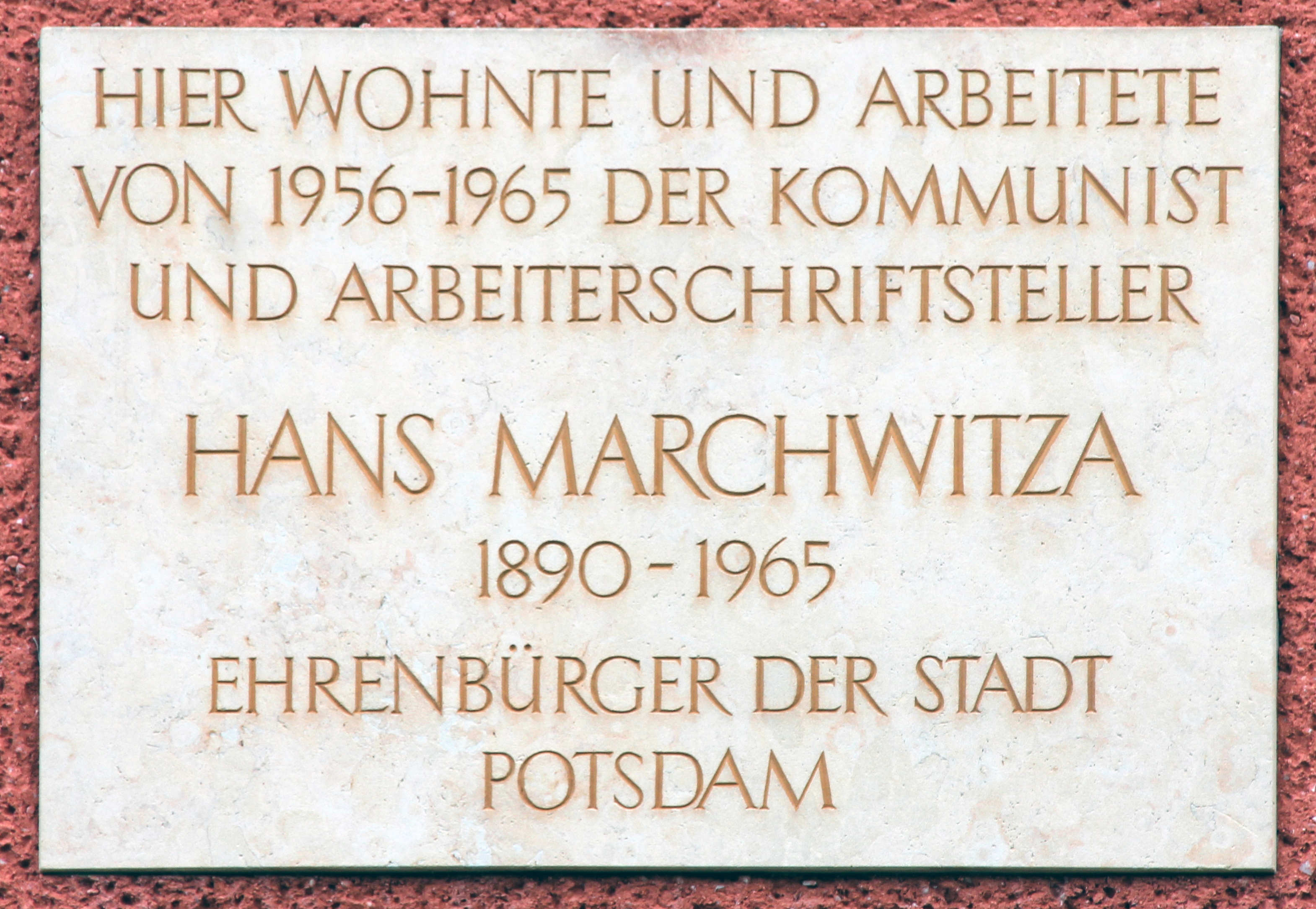
Tablica pamiątkowa na domu w Poczdamie, w którym mieszkał i pracował Hans Marchwitza

W 1946 roku wrócił z USA do Niemieckiej Republiki Demokratycznej, początkowo do Stuttgartu; w tymże roku wybrano go na drugiego wiceprezesa Niemieckiego Związku Literatów. W 1947 roku przeniósł się do Babelsbergu, położonego w radzieckiej strefie okupacyjnej. W 1950 roku został członkiem założycielem Akademii Sztuk NRD, za co otrzymał w tymże roku Nagrodę Państwową. Mianowano go attaché kulturalnym w Pradze, funkcję tę sprawował w latach 1950–1951.
Po II wojnie światowej pisarz czterokrotnie przyjechał do Polski: w 1948 roku na Światowy Kongres Intelektualistów w Obronie Pokoju we Wrocławiu, w 1952 roku na zaproszenie Komitetu Współpracy Kulturalnej z Zagranicą, w 1953 roku oraz w 1955 roku na Tydzień Przyjaźni Polsko-Niemieckiej.
W 1962 roku ożenił się po raz trzeci – poślubił Hildę Gottwick. Zmarł 17 stycznia 1965 roku w Poczdamie-Babelsbergu, został pochowany na cmentarzu centralnym Friedrichsfelde w Berlinie.

## Poglądy
Działał w niemieckim ruchu robotniczym, w 1919 roku wstąpił do Niezależnej Socjaldemokratycznej Partii Niemiec, wstąpił również do Komunistycznej Partii Niemiec w 1920 roku.

## Nagrody
- Nagroda Państwowa Niemieckiej Republiki Demokratycznej, 1950, 1955, 1964[10]
- Nagroda Literacka Wolnych Niemieckich Związków Zawodowych, 1959[10]
- Order Karla Marksa, 1960[10]

W 1960 roku przyznano mu doktorat honoris causa Uniwersytetu Humboldtów w Berlinie.

## Twórczość
Zaczął pisać w 1924 roku, rozpoczął od tekstów korespondencyjnych w prasie robotniczej oraz obrazków i szkiców nowelistycznych; debiutował literacko w 1930 roku powieścią Szturm na Essen, w której zajął się tematyką niemieckich walk robotniczych w Zagłębiu Ruhry w latach 1920–1924. W kolejnej powieści Schlacht vor Kohle również podjął tematykę walk robotników w dwudziestoleciu międzywojennym. W Szwajcarii wydał powieść Kumiacy o emigrantach z etnicznie polskich terenów. Pracę nad kontynuacją Kumiaków podjął we Francji.
Podczas II wojny światowej w Ameryce napisał zbeletryzowaną autobiografię Moja młodość, która w opinii Zdzisława Hierowskiego przewyższa swoimi walorami literackimi prozę Gustawa Morcinka. W Ameryce powstało jeszcze jedno autobiograficzne dzieło pt. In Frankreich (pol. We Francji).
Tematyka jego dzieł i światopogląd autora odwołujący się do marksizmu sprawiły, że nazywano go pisarzem socjalistycznym bądź proletariackim.
Poza powieściami i opowiadaniami napisał m.in. tekst do kantaty Ottmara Gerstera pt. Eisenkombinat Ost, której prapremiera odbyła się w 1951 roku w Berlinie.

### Wybrane publikacje książkowe
- Sturm auf Essen (pol. Sturm na Essen), debiutancka powieść[15], 1930[15][14]
- Schlacht vor Kohle (pol. Walka ważniejsza niż węgiel), powieść[15]
- Walzwerk (pol. Walcownia), powieść[15], 1932[14]
- Kumiacy (niem. Die Kumiaks), powieść[15], 1934[14]
- Untergrund, wiersze, 1942[10]
- Moja młodość[19] (niem. Meine Jugend – Aus dem Leben eines deutschen Arbeiters), beletryzowana autobiografia[8], 1947[14]
- We Francji[17] (niem. In Frankreich), dzieło autobiograficzne, 1949[10]
- Unter uns (częściowy przekład polski ukazał się pt. Pierwsze kroki i inne opowiadania[17]), opowiadania, 1950[14]
- Powrót Kumiaków[17] (niem. Die Heimkehr der Kumiaks), powieść 1952[14]
- Roheisen, powieść socrealistyczna[20] o budowie huty stali w NRD, 1955[21]
- Die Kumiaks und ihre Kinder, powieść, 1959[14]
- In Amerika, 1961[10]
- Gedichte, 1965[14]